# Chiese riformate

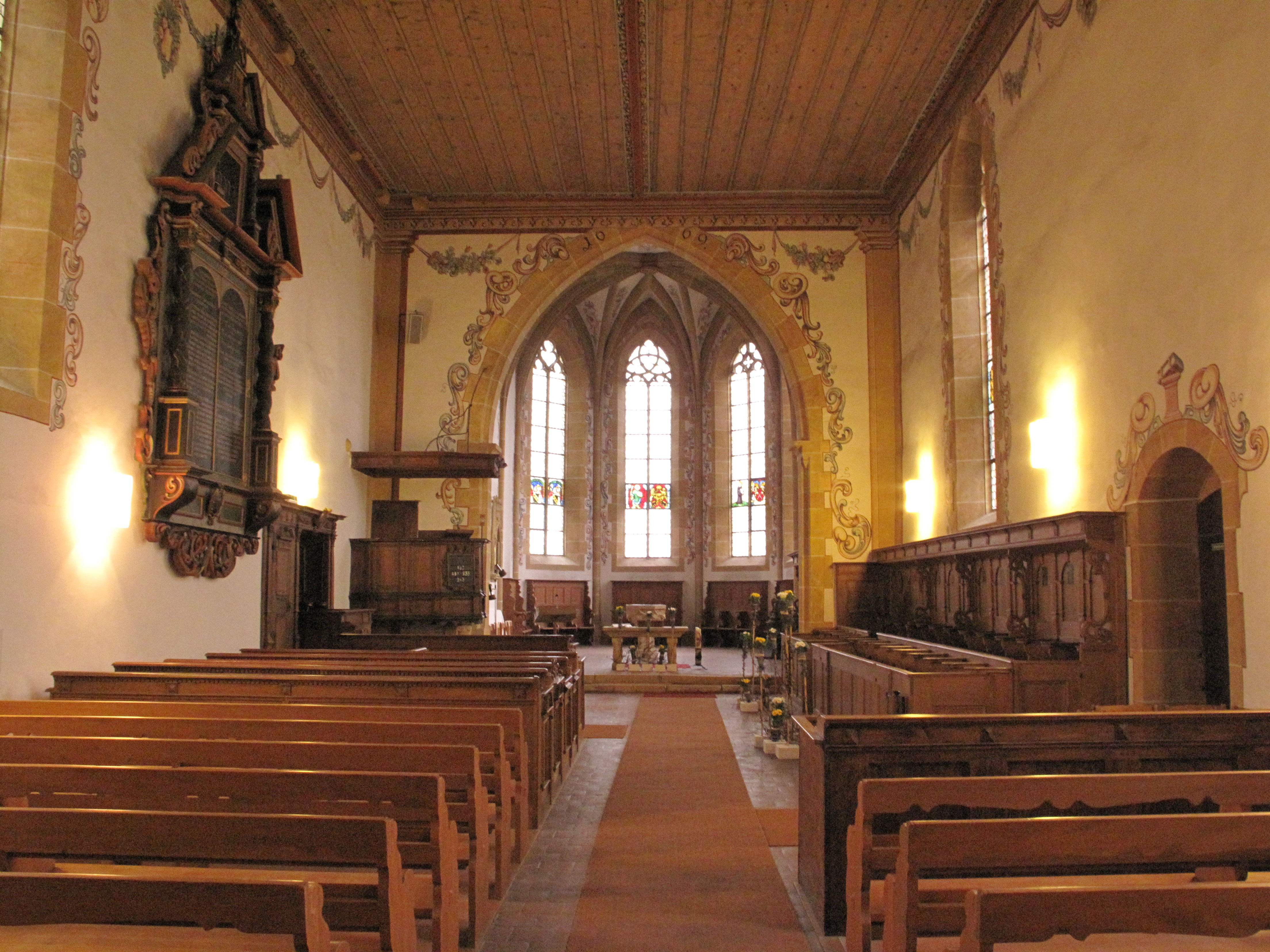
Interno della chiesa riformata di Ligerz

Le Chiese riformate sono quelle Chiese cristiane che storicamente risalgono alla Riforma protestante del XVI secolo, in seguito soprattutto all'opera riformatrice di Giovanni Calvino, Huldrych Zwingli e il movimento e la tradizione a loro associati.

## Composizione
Esse comprendono le Chiese diffuse in tutto il globo attraverso la loro opera evangelistica e missionaria, come pure l'emigrazione dall'Europa. Comprendono pure Chiese e denominazioni d'origine più recente, che si sono formate attraverso scissioni da Chiese storiche della Riforma oppure che vogliono rifarsi idealmente al calvinismo.
Le Chiese riformate non hanno fra loro un'omogeneità organizzativa né sono centralizzate. Si organizzano indipendentemente su base locale (regionale o nazionale) o denominazionale attraverso sinodi, associazioni o assemblee. Esistono però organismi attraverso i quali cooperano fraternamente, riconoscendosi ispirate dalle stesse persuasioni o dalla stessa origine storica.
Le Chiese riformate nel mondo sono designate con diversi nomi, fra i quali, per esempio, "Chiesa evangelica riformata", "Chiesa cristiana riformata", "Chiesa presbiteriana" (dalla sua organizzazione in presbiteri). Possono anche mantenere il nome del loro ideatore come, per esempio, la Chiesa valdese, da Pietro Valdo.
Le Chiese riformate possono essere senz'altro collegate al calvinismo, ma l'aderenza che hanno ai principi che lo contraddistinguono è varia. Può essere un'aderenza più o meno stretta o soltanto ideale come tradizione storica, sentendosi libere, in quest'ultimo caso, di allontanarsene, di "evolvere" o di "aggiornarne" i principi.